# Autophila caucasica
Autophila caucasica är en fjärilsart som beskrevs av Herz. Autophila caucasica ingår i släktet Autophila och familjen nattflyn. Inga underarter finns listade i Catalogue of Life.